# Noel Antonio Londoño Buitrago
Noel Antonio Londoño Buitrago CSsR (ur. 6 sierpnia 1949 w Quimbaye) – kolumbijski duchowny rzymskokatolicki, od 2013 biskup Jericó.

## Życiorys
Święcenia kapłańskie przyjął 23 listopada 1973 w zakonie redemptorystów. Pracował na uniwersytetach w Manizales i w Bogocie, był także m.in. wykładowcą i rektorem zakonnego seminarium w Bogocie, rektorem bazyliki w Buga oraz koordynatorem zakonnych misji na Karaibach i w Ameryce Łacińskiej.
13 czerwca 2013 otrzymał nominację na biskupa diecezji Jericó. Sakry biskupiej udzielił mu 10 sierpnia 2013 kard. Julio Terrazas Sandoval.